# Бетти Росс
Эли́забет «Бе́тти» Росс (англ. Elizabeth "Betty" Ross), позднее Бетти Тэ́лбот (англ. Betty Talbot), а затем Бетти Бэ́ннер (англ. Betty Banner) — персонаж Marvel Comics, созданный Стэном Ли и Джеком Кирби. Впервые она появилась в The Incredible Hulk #1 (1962) в качестве любовного интереса Халка (Брюса Бэннера), а также дочери его злейшего врага — Генерала Таддеуса Росса.
На протяжении нескольких лет персонаж потерпел значительные изменения, превращаясь в злодейку Га́рпию (англ. Harpy) в The Incredible Hulk #168 (1973) и антигероиню Кра́сную Же́нщину-Халк (англ. Red She-Hulk или She-Rulk) в Hulk vol. 2 #15 (2009).

## История публикаций
Бетти Росс дебютировала в The Incredible Hulk #1 (1962) и была создана сценаристом Стэном Ли и художником Джеком Кирби. Росс впервые появляется в качестве Гарпии в The Incredible Hulk #168 (1973), созданной Стивом Энглхартом и Гербом Тримпом. В 1989 году Росс была внесена в «Официальный Справочник по Вселенной Marvel Обновление '89» #1.
Стэн Ли первоначально описывал Бетти Росс как сильную, волевую и независимую, но все же традиционного женского персонажа. В середине 1980-х писатель и художник серии Incredible Hulk Джон Бирн изображал её как более своевольную и конфронтационную. Эти черты характера останутся в силе во время долгой работы Питера Дэвида в качестве автора этой серии. У Бетти был выкидыш в комиксе «Невероятный Халк», том 2, № 360. Хотя это произошло во время рана Дэвида, этот выпуск был написан редактором Бобом Харрасом. Дэвид вспоминал: «Причина, по которой я отказался это сделать, была в том, что Бетти действительно лишилась своего ребёнка указом редакции. Было решено, что Бетти и Брюс не станут родителями, потому что это заставит персонажей казаться слишком старыми для младших читателей. Моя работа над комиксом почти закончилась этой проблемой, я чуть было не перешагнул её, но было так много историй, которые я все ещё хотел рассказать, и в конечном счете я остался с ней, хотя я и злился довольно долгое время».
Как Красная Женщина-Халк Бетти впервые появилась в Hulk vol. 2 #15 (2009), которая была создана Джефом Лоубом и Эдом Макгиннесом. Лоуб указал «Мы очень осторожно относились к созданию этого персонажа. Мы не хотели, чтобы она появлялась глупо — я помню введение [оригинальной] Женщины-Халк — прежде, чем кто-либо прочитал. Но персонаж был совершенно другим героем Халка, Халка, которого мы никогда раньше не видели. Джен [Уолтерс] — замечательный персонаж. Мы намеревались, чтобы Красная Женщина-Халк произвела такое же важное впечатление на Вселенную Marvel».
Красная Женщина-Халк также присутствует в сюжетах «Chaos War» и «Fear Itself» в 2010 и 2011 годах соответственно. Красная Женщина-Халк становится членом команды супергероев Защитники в The Defenders vol. 4 # 1 (декабрь 2011 года), под авторством Мэтта Фракшена и Терри Додсона. Фракшен сказала: «То, как я пишу ей, находится где-то между Индианой Джонсом и Джонни Ноксвиллом: после целой жизни, когда она сражалась и рассматривалась как человеческий футбольный мячик, она [теперь] ростом семь футов и 62-52-62 или около того и пуленепробиваемая».
Красная Женщина-Халк стала членом команды Защитники в  Defenders vol. 4 #1 (декабрь 2011). В октябре 2012 года, как часть Marvel NOW! Hulk был переименован в Red She-Hulk, начиная с #58, под авторством писателя Джеффа Паркера и художника Карло Пагулаяна. О серии Паркер сказал: «Она стала убеждена в угрозе для человечества, от всех людей подобной ей. Она конфликтует из-за потери своей человеческой стороны, и из-за этого она действует в больших масштабах. Но дело в том, что она вполне может быть правой».

## Биография
Бетти Росс родилась в Калифорнии и была единственной дочерью генерала Таддеуса Росса и Карен Ли. Росс мечтал о сыне, который смог бы продолжить его дело, из-за чего расстроился, узнав, что у него родилась дочка. Когда Бетти была в подростковом возрасте её мать скончалась, после чего отец отправил её в школу-интернат. После окончания института Бетти вернулась на военную базу отца. В то время Росс возглавлял секретный проект по производству оружия с участием гамма-излучения, также известного как гамма-бомба. Главой проекта был учёный Брюс Бэннер.
Бетти присутствовала в защитном бункере, когда Бэннер готовился к испытанию гамма-бомбы. Генерал Росс ненавидел Бэннера так как считал, что молодой учёный был слаб как физически, так и эмоционально. Его ненависть к Брюсу усилилась когда он узнал, что Бетти влюбилась в него. Зарождающиеся отношения между Брюсом и Бетти переменились, когда во время детонации гамма-бомбы Бэннер превратился в Халка. Первое время Брюс скрывал тайну своей личности, однако вызывал подозрения у Росса и его помощника Гленна Тэлбота. Росс надеялся выдать Бетти замуж за Тэлбота, однако Бетти продолжала любить Брюса.
После того, как была установлена двойная личность Бэннера, тот пустился в бега. Благодаря Риду Ричардсу Брюсу удалось получить контроль над Халком во время превращения. Поскольку Халк перестал представлять угрозу, Бэннер был помилован и сделал предложение Бетти. Во время свадебной церемонии злейший враг Халка Лидер выстрелил лучом гамма-излучения в Брюса, и тот вернулся к своей прежней форме Дикого Халка. Из-за этого Бэннер вновь стал беглецом. Во время церемонии Росс был серьёзно ранен, а Тэлбот пообещал ему, что Халк заплатит за это.
Даже после этого Бетти продолжала сохранять верность Брюсу, однако, узнав, что Брюс женился на инопланетной принцессе Джарелле, она стала встречаться с Тэлботом и вскоре вышла за него замуж. Во время их медового месяца отец Бетти был схвачен и отправлен в советскую тюрьму. Тэлбот принял участие в успешной спасательной операции, но был взят в плен и долгое время ошибочно считался мёртвым. От новости о гибели мужа у Бетти случился нервный срыв.

### Гарпия
Воспользовавшись состоянием Бетти, злодей МОДОК похитил её и подверг гамма-излучению, причём на более высоком уровне чем подверг себя Бэннер. Он захотел создать более мощное оружие чем сам Халк, из-за чего и загипнотизировал Бетти. Таким образом он превратил её в ужасное существо под названием Гарпия.
МОДОК рассказал ей где найти Халка и она улетела на его поиски. После долгой и ожесточённой борьбы, Гарпия победила Халка благодаря лучевому взрыву. Когда Бетти понесла Халка к МОДОКУ, они были похищены Би-Зверем и доставлены в его родной город. Бэннер согласился починить машину, из-за которой город парит в небесах в обмен на лекарство для Бетти.
Несмотря на вмешательство МОДОКа Бэннеру удалось исцелить Бетти и сбежать с разрушающегося города.

### Возвращение
Спустя некоторое время Гленн Тэлбот был спасён и вернулся к Бетти, однако та поняла, что всё ещё любит Брюса, в связи с чем их брак долгое время был напряжённым. В конечном итоге они развелись. Тэлбот обвинил во всём Бэннера и попытался уничтожить Халка, однако погиб в битве с ним.
Со временем Брюс научился контролировать Халка и сохранять полный рассудок во время преобразования. Бетти же была расстроена, считая, что пока Халк существует, Брюсу угрожает опасность.
Позднее она узнала, что её отец вступил в сговор с МОДОКом, чтобы уничтожить Халка и обвинила того в измене. Убитый горем Росс почти совершил самоубийство, а затем исчез.
Когда Халк исчез с Земли на долгое время, Бетти начала встречаться с другим парнем. Бетти разорвала отношения с ним, когда узнала, что Брюс вернулся на землю. Она отправилась на гамма-базу где Брюс подверг себя процедуре, в результате которой отделили себя от Халка. Посчитав себя вылеченным, Брюс сделал предложение Бетти. Во время их свадьбы появился генерал Росс и, угрожая пистолетом, потребовал отменить свадьбу. Бетти вынудила его принять эту свадьбу, обвинив его в разрушении жизни своей жены и самой Бетти, а затем стала женой Брюса.
Брюс начал постепенно умирать, поскольку был физически отделён от Халка. Вскоре он тайно слился с Халком, однако Бетти обнаружила это. Когда на Брюса и Бетти напал огромный мутант, генерал Росс пожертвовал собой, чтобы остановить его.
Бетти ушла от Бэннера, когда узнала, что Брюс подсознательно вызывал Халка, чтобы спасти мир от новой угрозы. Она вернулась к своему бывшему парню Рамону, однако вскоре ушла от него. Некоторое время спустя она была захвачена Лидером, но тот отпустил её, узнав, что она ждёт ребёнка от Брюса. Она потеряла его, когда её преследовали демоны Кошмар и Д’Спейр.
Бетти вернулась к Брюсу. Когда Халк, казалось бы, погиб во время взрыва в Мидлтауне, Бетти уехала из Нью-Йорка и стала монахиней. Со временем Бэннер вернулся и они вновь воссоединились. Они стали беглецами, однако Мерзость, враг Халка, выследил их и перелил Бетти свою кровь, из-за чего она умерла. Генерал Росс поместил тело Бетти в криогенную камеру.
Позднее Бетти, казалось бы, была возвращена к жизни Лидером и долгое время помогала своему беглому мужу, скрываясь за псевдонимом мистер Блю. Как позже выяснилось, эта Бетти была иллюзией, созданной Кошмаром. Тот питал «особый интерес» к Бетти, из-за чего его дочь переняла от неё некоторые черты внешности.
Во время кроссовера Падение Халков, таинственно воскресшие Бетти и Гленн Тэлбот присутствовали на похоронах генерала Росса. Видимо Бетти стала встречаться с Тэлботом, поскольку в тот момент Халк заключил брак с Кайерой. Как позже выяснилось, Бетти была воскрешена Лидером и МОДОКом.

### Красная Женщина-Халк
Загадочная Красная Женщина-Халк впервые появляется, когда Красный Халк собирал команду наёмников, дабы выследить Домино. Команда Красного Халка нашла её в баре, расположенном в центре Адской кухни, однако на её защиту встали Силы Икс, что привело к битве между командами. Красный Халк сражался с Росомахой, который ослепил его своими костями, пока его исцеляющий фактор не восстановил их. Когда Росомаха готовился нанести смертельный удар, появилась Красная Женщина-Халк и атаковала его.
Будучи ослеплённым Красный Халк не знал кто помог ему, однако Тундра сказала, что это была женщина очень похожая на него. Во время боя с Росомахой Красная Женщина-Халк хвасталась украденным саем Электры и автоматом с одеждой Домино. Пока Каратель отвлекал Росомаху, ей удалось эвакуировать Красного Халка. Тот начал доверять ей, однако она вонзила в его шею сай Электры и сбросила с Эмпайр-стейт-билдинг.
Она участвовала в захвате Хэнка Пима для Интеллигенции. Её личность была выявлена, когда сын Халка Скаар пронзил её мечом. Бетти отказалась применить форму Халка для исцеления, однако после прихода Дока Самсона, разозлённая Бетти вновь превращается в Красную Женщину-Халк, на этот раз контролирующую своё сознание. Она помогает Брюсу примириться с сыном.
Когда Халк противостоял Красному Халку, Бетти была на стороне отца и сражалась с Женщиной-Халк, но проиграла ей. Её отец также проиграл Брюсу и был посажен в тюрьму, после чего Бетти попросила Брюса дать ему возможность искупить свою вину. После попытки захвата Лидера, Бетти сказала Брюсу, что они больше не женаты, поскольку юридически она мертва, а Халк женат на Кайере.

#### Хаос войны
Красная Женщина-Халк присоединилась к Халку, Скаару, А-Бомбе и Коргу в борьбе против Мерзости, Зома, овладевшего силами Доктора Стрэнджа и Амацу-Микабоши. Спустя некоторое время Бэннер установил, что гамма-уровень Бетти стал неустойчив, из-за чего после нескольких превращений она могла навсегда превратиться в Красную Женщину-Халк. Брюс находит её в Риме и узнаёт, что она объединилась с Тираннусом, который хотел завладеть ларцом Пандоры. С его помощью он мог восстановить Римскую империю. Узнав об этом Бетти объединилась с Брюсом. Они нашли Тираннуса в Колизее и остановили его. Тем не менее, Бетти поняла, что ей и Брюсу не суждено быть вместе, после чего попросила его больше не заботиться о ней и сбежала с Тираннусом.

#### Сам страх
Во время очередного столкновения с Тираннусом, на Халка нападает порабощённый Фин Фан Фум, но Бетти помогает Брюсу в битве с ним, после чего они возобновляют свои отношения. В итоге они поселились в Бразилии, однако вскоре Халка атаковал Нул и захватил его тело. Бетти пыталась остановить его и спасла мирных жителей. Затем она вошла в команду Железного человека, который выковал для неё меч из металла с Асгарда. После смерти Тора Бетти не захотела расставаться со своим мечом, поэтому Один просто лишил его силы. Когда Бэннер отделился от Халка, он и Бетти уехали на тропический остров, чтобы жить вместе. Узнав, что он опять хочет стать гамма-гигантом, она ушла от него.

#### Защитники
Халк отправился к Защитникам, чтобы те остановили Нула, однако сам не присоединился к ним. Вместо себя он порекомендовал Бетти, которая позже вступила в эту команду. Они долгое время отслеживали Нула, однако их самолёт был сбит на горе Вундрагор, где они столкнулись с Пресвитером Джоном. Благодаря Бетти Защитникам удалось выбраться из плена. Вместе с Доктором Стрэнджем, Железным Кулаком и Нэмором Бетти вступила в бой с Нулом и одолела его.

### Потеря сил
Брюс умер, когда девушка по имени Мелинда дважды прострелила ему затылок. Бэннера попытались спасти, однако Халк не дал провести операцию. Позднее Арно Старку удалось спасти Брюса, благодаря усиленной версии Экстремиса, однако эта процедура создала новую личность в голове Брюса, которая называла себя Док Грин. Позже он проник в дом Бетти, которая вступила с ним в бой, но потерпела поражение. Док Грин лишил Бетти сил, после чего сказал, что Брюса Бэннера больше нет.

## Силы и способности

### Гарпия
Будучи Гарпией Бетти обладала большой физической силой, скоростью и выносливостью, позволяющими ей быть практически на равных с Халком. На спине она имела два больших птичьих крыла, которые она использовала для полёта. Помимо этого Гарпия могла высвобождать из рук мощные заряды энергии. На руках у неё имелись длинные острые когти, способные разрезать метал и нанести тяжёлый урон.

### Красная Женщина-Халк
После получения способностей Халка Бетти стала обладать огромной физической силой, сверхчеловеческой скоростью и выносливостью, а также исцеляющим фактором, позволяющим ей выжить при смертельных ранениях, нанесённых когтями Росомахи. Как и у её мужа, уровень мощи Бетти настолько обширен, что искажает многие законы физики. К примеру Бетти способна легко пройти сквозь барьеры между различными вселенными. Тем не менее, Бетти была легко побеждена настоящей Женщиной-Халк. Как и Красный Халк она может поглощать гамма-излучение от других людей, возвращая им человеческий облик и временно усиливая себя. Бэннер отметил, что эта способность, в конечном итоге, убьёт Бетти. Как и её отец, Красная Женщина-Халк имеет жёлтую кровь, созданную жёлтой энергией из её глаз, исходящей когда она сердится. Красная Женщина-Халк может вернуться к своей человеческой форме при сильном испуге, однако она может принимать своё обличье Халка по желанию. Кроме того, в отличие от Халка она полностью контролирует свои действия и может внятно говорить, однако чем сильнее она становится, тем быстрее теряет контроль над своим сознанием.
Помимо этого Красная Женщина-Халк владеет гигантским полутораручным мечом, выкованным Тони Старком из метала Асгарда. Бетти получила его во время сюжета «Сам страх», а под конец сюжета не захотела расставаться с ним, поэтому Один просто лишил его силы.

## Альтернативные версии

### Ultimate Marvel
В Ultimate Marvel Бетти Росс является дочерью генерала Росса. В колледже она была соседкой Джанет ван Дайн. Она получила степень в области коммуникаций в Беркли и встречалась с учёным Брюсом Бэннером, одержимым воссоздать сыворотку суперсолдата. Их отношения прекратились после несчастного инцидента с Брюсом, в результате которого он превратился в Халка.
После собрания Абсолютных Бетти стала их директором по коммуникациям. За это время Брюс попытался восстановить их отношения, но был отвергнут Бетти. Решившись на отважный шаг, Брюс объединил недавно полученную кровь Капитана Америки со своей сывороткой. В результате Брюс превратился в Халка и убил более 800 человек. Во время суда Бетти заявила о своей любви к Брюсу, который был приговорён к смертной казни. Брюс пережил взрыв ядерной бомбы, превратившись в Халка и сбежал. Позднее Бетти была замечена после битвы Брюса с Осведомителями и Локи в Вашингтоне.
Когда Ник Фьюри посылает Росомаху убить Брюса, в их битву вмешивается Женщина-Халк. Выясняется, что это Бетти, которая ввела себе сыворотку Бэннера. Некоторое время спустя Бетти была захвачена агентами Щ.И.Т. и доставлена в секретную лабораторию.

### День М
В альтернативной вселенной День М Бетти выходит замуж за Гленна Тэлбота.

### Земля 9200
С приходом к власти, Маэстро убил Бетти, а её прах покоится в комнате трофеев Рика Джонса.

### Что если?
- Во вселенной 774, где «Бэннер сохраняет свой интеллект при превращении в Халка» Бетти продолжает отношения с Брюсом, ведь он возвращается к человеческой форме на рассвете. Когда отец Бетти узнаёт правду о Бэннере, он запрещает ей с ним встречаться, но в конце концов даёт им согласие на брак и они переезжают в Нью-Мексико. Брюсу предлагают работу в Нью-Йорке, и Бетти сопровождает его. Также она была свидетелем победы над Галактусом, которого побеждают Брюс, Мистер Фантастик и Профессор Икс[37].
- Во вселенной 523000, где «Генерал Росс становится Халком», её отец приходит домой, куда тут же направляются военные и случайно давят Бетти танком.

### Дни минувшего будущего
Во вселенной 811 Бетти была убита при неизвестных обстоятельствах.

### Земля 873
В альтернативной вселенной Бетти присутствует на похоронах Брюса Бэннера.

### Земля 2081
В этой вселенной Бетти умерла как и большинство населения Земли.

### Земля X
Во вселенной 9997 Бетти умерла от радиации, излучаемой Гамма-гигантами. Тем не менее, по поводу её смерти возникли сомнения.

## Коллекционные издания
| Заголовок               | Включенные выпуски  | Дата публикации | ISBN            |
| ----------------------- | ------------------- | --------------- | --------------- |
| Red She-Hulk: End Times | Red She-Hulk #58-62 | апрель 2013     | ISBN 0785165312 |
| Red She-Hulk: Route 616 | Red She-Hulk #63-67 | сентябрь 2013   | ISBN 0785184465 |

## Вне комиксов

### Телевидение
- Впервые Бетти появилась в мультсериале «Невероятный Халк», являющегося частью «Супергерои Marvel», где её озвучила Пег Диксон.
- Бетти Росс появляется в мультсериале «Невероятный Халк» 1982 года, где её озвучила Бетти Джейн Ворд.
- Бетти Росс появляется в мультсериале «Невероятный Халк» 1996 года, где является одной из главных героинь. В ранних эпизодах её озвучивала Джини Фрэнсис, а в более поздних — Филис Семплер.
- Бетти Росс появляется в 17 серии 2 сезона мультсериала «Халк и агенты У.Д.А.Р.», где её озвучила Мисти Ли.

### Фильмы
- В фильме «Халк» 2003 года роль Бетти Росс исполнила актриса Дженнифер Коннели. Юную Бетти сыграла Рианнон Ли Врин.
- Бетти Росс появляется в полнометражных фильмах «Ultimate Мстители» и «Ultimate Мстители 2», где её озвучила Нэн МакНамара.
- В мультфильме «Новые Мстители: Герои завтрашнего дня» Бетти Росс озвучила Николь Оливер. Оливер также озвучила Бетти Росс в полнометражном мультфильме «Халк против Тора».

#### Кинематографическая вселенная Marvel
- В фильме Кинематографической вселенной Marvel «Невероятный Халк» 2008 года роль Бетти Росс исполнила Лив Тайлер. Её игра была принята в основном отрицательно[42][43].
- Лив Тайлер вернулась к роли Бетти Росс в фильме «Капитан Америка: Новый мир» (2025)[44].

### Видеоигры
- Бетти Росс появляется в игре «Hulk», по мотивам одноимённого фильма 2003 года, где её озвучила Кэти Беннисон.
- В игре «The Incredible Hulk», по мотивам одноимённого фильма 2008 года, Бетти озвучила Лив Тайлер.
- Формы Красной Женщины-Халка и Совершенной Женщины-Халка Бетти Росс появляются в игре «Marvel vs. Capcom 3: Fate of Two Worlds».
- Красная Женщина-Халк является играбельным персонажем игры «Marvel Super Hero Squad Online», где её озвучивает Грей Делайл[45].